# مراقبت از سیستم پیشرفته
مراقبت از سیستم پیشرفته (به انگلیسی: Advanced SystemCare) یک نرم‌افزار بهینه‌ساز سیستم است که توسط آی او بیت و با استفاده از دلفی ساخته شده و در حال حاضر برروی سیستم عامل مایکروسافت ویندوز اکس پی، ویندوز ۷، ویندوز ۸، ویندوز ۸٫۱، ویندوز ۱۰ و ویندوز ۱۱ قابل اجراست.